# Kiki the nano bot
Kiki the nano bot es un videojuego de contenido libre de estilo rompecabezas en 3D, una especie de mezcla entre el clásico Sokoban y Kula World. Se desarrolló en el lenguaje de programación C++ y Python entre el 2003 y el 2006, año en que fue oficialmente publicado. Su código fuente se encuentra disponible bajo la Licencia Pública General GNU y es ejecutable en todos los sistemas operativos que cumplan con la normativa POSIX, como GNU/Linux, así como en los sistemas operativos de la familia Windows. Se ha traducido a un total de seis idiomas distintos incluyendo el español. La naturaleza libre del proyecto, invita a participar en él de forma altruista. Debido a que el juego hace uso de tecnología 3D, es necesario tener una implementación funcional openGL instalada en el sistema. En el concurso de programación uDevGame Game Programing, ganó un premio en las categorías de mejor gráficos, mejor originalidad y mejor juego en general.

## Objetivo
El objetivo consiste en dirigir al robot hacia la salida de cada nivel para acceder al siguiente y así completar el juego cuando se llega al último nivel. Para esto, deben completarse una serie de tareas y salvar obstáculos que abrirán las puertas cerradas en cada nivel, una vez la puerta abierta, cuando el robot llegue a ella, este será lanzado hacia el nivel siguiente. El robot puede conducirse hacia delante, atrás, laterales y además puede saltar y disparar.